# Vuelta Ciclista de Chile 2011
Die 30. Vuelta Ciclista de Chile fand vom 27. Januar bis zum 6. Februar 2011 statt. Das Straßenradrennen wurde in zehn Etappen über eine Distanz von 1200 Kilometern ausgetragen. Es gehörte zur UCI America Tour 2011 und war dort in die Kategorie 2.2 eingestuft.
Gesamtsieger des Etappenrennens wurde zunächst der Chilene Marco Arriagada vom Team TBanc-Skechers vor seinem Landsmann und Teamkollegen Gonzalo Garrido und dem Argentinier Sergio Godoy. Arriagada wurde allerdings bei der Rundfahrt positiv auf anabole Steroide getestet und disqualifiziert. Arriagada hatte bereits wenige Tage vor seinem siegreichen Auftritt bei der Chile-Rundfahrt mit der Tour de San Luis das größte Radrennen Südamerikas gewonnen.

## Teilnehmende Teams
Einladungen erhielten zehn kleine einheimische und acht ausländische Radsportteams, darunter fünf Nationalmannschaften.
| Continental Teams Jamis-Sutter Home 0                       | Nationalmannschaften Argentinien Kuba Uruguay                    | Italien Brasilien                                             |                                                       |
| Sonstige Vendée U GW Shimano-Colombia Black Sheep Reloncaví | Cycling Adventure New Leader Clinical Asociación Ciclista Curicó | Scanavini Full Runners Melipulli-Puerto Montt Providencia-OGM | Bianchi R2 Antofagasta Bigger-Bike New TBanc-Skechers |

## Etappen
| Etappe | Tag        | Start–Ziel                             | km      | Typ                 | Etappensieger        | Gesamtführender |
| ------ | ---------- | -------------------------------------- | ------- | ------------------- | -------------------- | --------------- |
| 1.     | 27. Januar | Einzelzeitfahren Arica                 | 8,7     | Einzelzeitfahren    | Marco Arriagada      | Marco Arriagada |
| 2.     | 28. Januar | Rundkurs Iquique                       | 130     | Flachetappe         | Héctor Aguilar       | Marco Arriagada |
| 3.     | 29. Januar | Calama – Calama                        | 121,4   | Hügeletappe         | Luis Mansilla        | Marco Arriagada |
| 4.     | 30. Januar | Antofagasta – Mejillones – Antofagasta | 133     | Mittelgebirgsetappe | Filippo Fortin       | Marco Arriagada |
| R      | 31. Januar | Ruhetag                                | Ruhetag | Ruhetag             | 0 – 0                | Marco Arriagada |
| 5.     | 1. Februar | Puerto Montt – Osorno                  | 123     | Flachetappe         | Luis Mansilla        | Luis Mansilla   |
| 6.     | 2. Februar | Valdivia – Temuco                      | 165,6   | Hügeletappe         | Antonio Cabrera      | Luis Mansilla   |
| 7. (a) | 3. Februar | Einzelzeitfahren Concepción Costanera  | 16,8    | Einzelzeitfahren    | Marco Arriagada      | Marco Arriagada |
| 7. (b) | 3. Februar | Concepción – Chillán                   | 107     | Mittelgebirgsetappe | Angelo Tulik         | Marco Arriagada |
| 8.     | 4. Februar | Talca – Curicó                         | 117,1   | Mittelgebirgsetappe | Antonio Cabrera      | Marco Arriagada |
| 9.     | 5. Februar | Rancagua – Farellones                  | 143,1   | Bergetappe          | Marco Arriagada      | Marco Arriagada |
| 10.    | 6. Februar | Rundkurs Santiago de Chile             | 84,5    | Flachetappe         | Christopher Mansilla | Marco Arriagada |